# Opistharsostethus divergens
Opistharsostethus divergens is een halfvleugelig insect uit de familie schuimcicaden (Cercopidae). De wetenschappelijke naam van deze soort is voor het eerst geldig gepubliceerd in 1911 door Schmidt.